# Tachyoryctes daemon
Tachyoryctes daemon é uma espécie de roedor da família Spalacidae. Pode ser encontrado no Quênia e na Tanzânia.